# Inginerie mecanică

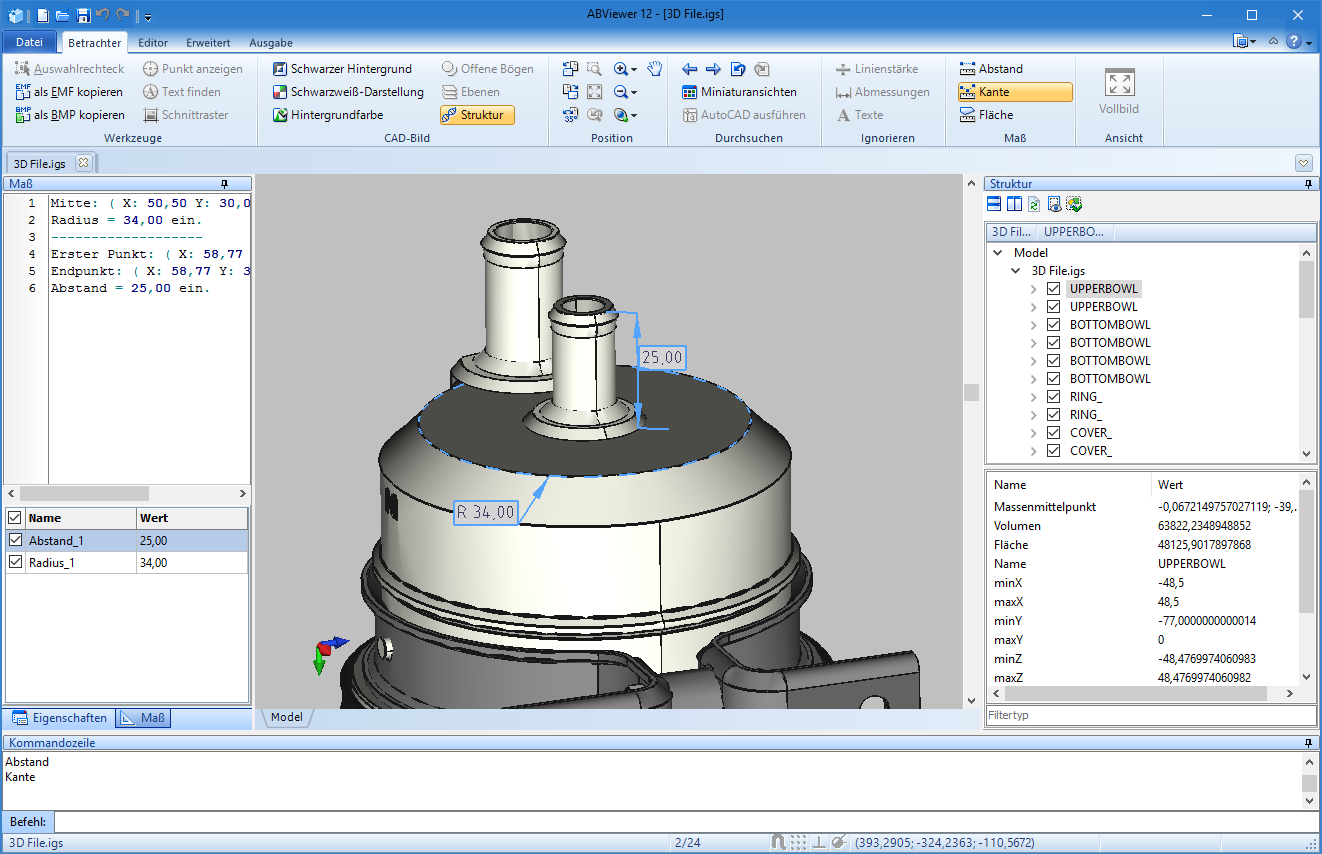
Măsurare asistată de calculator a unei piese mecanice

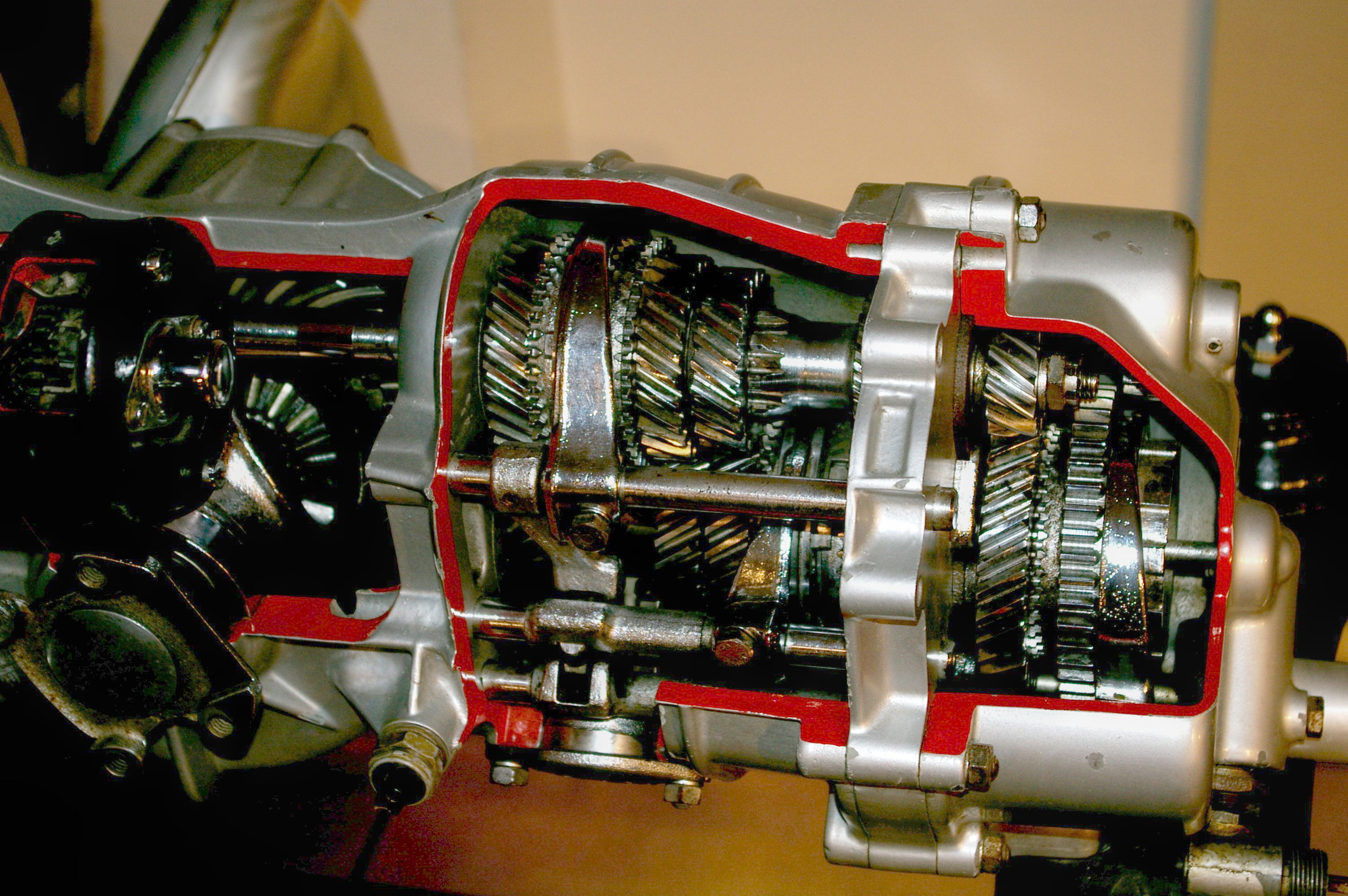
Angrenaje într-o cutie de viteze Porsche

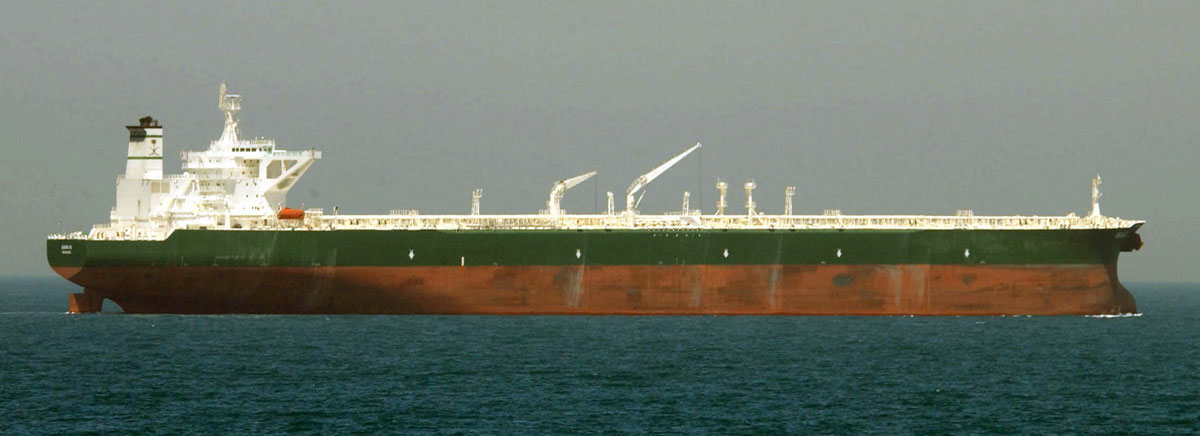
Petrolierul AbQaiq, unul dintre cele mai mari obiecte mecanice construite

Ingineria mecanică este o ramură a ingineriei care se ocupă cu mașinile și echipamentele în care pot să apară forțe și mișcări. Are la bază principiile fizicii și matematicii precum și știința materialelor pentru a proiecta, analiza, produce și întreține sistemele mecanice. Este una dintre ramurile cele mai vechi și mai răspândite ale ingineriei.
Ingineria mecanică necesită o înțelegere a domeniilor de bază: mecanica, mecanica teoretică (statica, cinematica și dinamica), termodinamica, știința materialelor, proiectarea, analiza structurală⁠(d) și electricitatea. Pe lângă aceste elemente de bază, inginerii mecanici folosesc instrumente precum proiectare asistată de calculator (CAD), fabricația asistată de calculator⁠(d) (CAM), ingineria asistată de calculator⁠(d) (CAE) și managementul ciclului de viață al produsului pentru a concepe și proiecta fabrici, mașini și echipamente industriale, instalații de încălzire, refrigerare și climatizare (HVAC), sisteme de transport, autovehicule, nave și aeronave, roboți, dispozitive medicale, arme etc.
Ingineria mecanică a apărut ca domeniu în timpul revoluției industriale în Europa în secolul al XVIII-lea. Totuși, începuturile sale datează de câteva mii de ani în întreaga lume. În secolul al XIX-lea, evoluțiile din fizică au condus la dezvoltarea științei ingineriei mecanice. Domeniul a evoluat continuu pentru a incorpora progresele; astăzi inginerii mecanici beneficiază de cunoștințele din domenii precum materialele compozite, mecatronica și nanotehnologia. De asemenea, se suprapune cu ingineria aerospațială, metalurgia, construcțiile, ingineria structurală, ingineria electrică, ingineria fabricației⁠(d), ingineria chimică și a altor discipline inginerești. De asemenea, inginerii mecanici pot lucra în domeniul bioingineriei medicale, în special în biomecanică, fenomene de transport, biomecatronică, nanobiotehnologie și modelarea sistemelor biologice.

## Istoric
Aplicațiile ingineriei mecanice pot fi văzute în arhivele diferitelor societăți antice și medievale. Cele șase mașini simple clasice erau cunoscute în Orientul Antic. Pana și planul înclinat (rampa) erau cunoscute încă din preistorie. Roata cu ax a fost inventată în Mesopotamia în timpul mileniului al V-lea î.Hr. Pârghia a apărut în urmă cu aproximativ 5000 de ani în Orientul Apropiat, în construcția unei balanțe. Cele mai vechi dovezi privind scripeții datează din Mesopotamia la începutul mileniului al II-lea î.Hr.
Metalurgia s-a dezvoltat din secolul al VII-lea î.Hr. la Meroë.

Șurubul lui Arhimede era acționat manual și putea ridica apa eficient, după cum demonstrează bilele roșii

Roata de moară a apărut în Imperiul Ahemenid în secolul al IV-lea î.Hr. În Grecia Antică, lucrările lui Arhimede (287–212 î.Hr.) au influențat mecanica în tradiția occidentală. În Egipt, Heron din Alexandria (aproximativ 10–70 d.Hr.) a creat primul dispozitiv acționat de abur (eolipila).
În timpul epocii de aur a islamului (secolele al VII-lea – al XV-lea), inventatorii musulmani au adus multe contribuții în domeniul tehnologiei mecanice, prezentate în 1206 de către Al-Jazari în Cartea Cunoștințelor Dispozitivelor Mecanice Ingenioase, în care a prezentat multe modele mecanice.
În secolul al XVII-lea, în Europa s-au produs descoperiri importante în ingineria mecanică. Christiaan Huygens a inventat pendula în 1657, care a fost primul ceas de încredere timp de aproape 300 de ani. Formularea de către Isaac Newton a legilor lui Newton și dezvoltarea calculului diferențial și integral de el și Gottfried Wilhelm Leibniz, au furnizat baza matematică a mecanicii.
În secolul al XIX-lea, odată cu revoluția industrială, s-au dezvoltat mașinile-unelte⁠(d), ceea ce a dus la apariția ramurii de inginerie mecanică în cadrul ingineriei. Acestea au dus la apariția utilajelor și a mașinilor de forță care să le acționeze. Au apărut asociațiile profesionale ale inginerilor mecanici: în Anglia, Institution of Mechanical Engineers în 1847, iar în SUA, American Society of Mechanical Engineers (ASME) în 1880.

## Învățământul în specialitatea inginerie mecanică
Formarea inginerilor mecanici se face în cadrul specialității inginerie mecanică, oferite la diferite universități (uneori denumite universități tehnice sau politehnici) din întreaga lume. Programele de inginerie mecanică durează de obicei patru până la cinci ani de studiu, în funcție de loc și universitate, absolvirea studiilor fiind certificată de o diplomă de absolvire. În numeroase state dreptul de practică se obține în urma unui examen suplimentar, după absolvire, numit examen de licență sau examen de stat.
După obținerea diplomei de licență, studenții pot urma studiile universitare de masterat, finalizate printr-un examen și o diplomă de absolvire, respectiv studii universitare de doctorat, finalizate cu susținerea unei teze de doctorat, în urma căruia primesc titlul de doctor inginer (echivalent cu PhD).

### Programe analitice
Standardele stabilite de societatea de acreditare a fiecărei țări sunt menite să ofere uniformitate în materie fundamentală, să promoveze competența în rândul inginerilor absolvenți și să mențină încrederea în profesia de inginer în ansamblu. De exemplu, programele de inginerie din SUA sunt solicitate de Accreditation Board for Engineering and Technology⁠(d) pentru a demonstra că studenții lor pot „lucra profesionist atât în domeniile sistemelor termice, cât și mecanice”.
Materiile de bază pentru ingineria mecanică sunt de obicei:
- Matematică (în special, analiză matematică, ecuații diferențiale, ecuații cu derivate parțiale, algebră liniară și geometrie analitică și diferențială)
- Fizică și chimie
- Mecanică teoretică (statică, cinematică și dinamică), vibrații
- Rezistența materialelor
- Știința materialelor, (metale, materiale compozite)
- Mecanisme și utilaje (proiectare cinematică și dinamică)
- Termodinamică, transfer de căldură, conversia energiei, încălzire, tehnica frigului și climatizare
- Combustibili, ardere, motoare cu ardere internă
- Mecanica fluidelor (hidraulică, pneumatică, statica fluidelor și dinamica fluidelor)
- Electrotehnică și mașini electrice
- Instrumente de măsurare
- Ingineria fabricației (tehnologie, pregătirea fabricației, organizare)
- Ingineria sistemelor de control⁠(d)
- Mecatronică și robotică
- Proiectare și desen tehnic
- Proiectare asistată de calculator (CAD) și fabricație asistată de calculator (CAM)

## Sarcinile unui inginer mecanic
Inginerii mecanici cercetează, proiectează, dezvoltă, construiesc și testează dispozitive mecanice și termice, inclusiv unelte, motoare și mașini.
Inginerii mecanici fac de obicei următoarele:
- analiza problemelor pentru a vedea cum dispozitivele mecanice și termice ar putea ajuta la rezolvarea problemei;
- proiectarea sau reproiectarea echipamentelor mecanice și termice, folosind analiza și proiectarea asistată de calculator;
- dezvoltă și încearcă prototipurile pe care le-au proiectat;
- analizează rezultatele încercărilor și modifică proiectele după cum este necesar;
- supraveghează procesul de fabricație;
- conduc echipe de profesioniști în domenii specializate precum desenarea și proiectarea, realizarea prototipurilor, imprimarea 3D sau/și specialiști în mașini CNC.